# Omer Jankelevič
Omer Jankelevič (hebrejsky עומר ינקלביץ'‎; * 25. května 1978 Tel Aviv, Izrael) je izraelská právnička, pedagožka, sociální aktivistka a politička. Byla ministryní diaspory a v letech 2019–2021 poslankyní Knesetu za Kachol lavan. V roce 2019 vstoupila do strany Chosen le-Jisra'el, která je součástí aliance Kachol lavan, a obsadila 23. místo na kandidátce aliance pro volby do Knesetu v dubnu 2019. Kachol lavan získala ve volbách 35 mandátů, díky čemuž se Jankelevič stala poslankyní Knesetu. V rámci aliance byla do Knesetu zvolena také ve volbách v září 2019 a v březnu 2020. Ve 35. vládě, která byla vládou národní jednoty, byla jmenována ministryní diaspory, čímž se stala vůbec první charedi ženou ve vládě.

## Raný život a vzdělání
Omer Galinsky se narodila 25. května 1978 v sekulární rodině v Tel Avivu. Jméno dostala podle data narození v židovském kalendáři, které se toho roku shodovalo s židovským svátkem Lag ba-omer. Má mladšího bratra. Její otec Ja'akov Galinsky, původem z Litvy, byl hercem v divadle ha-Bima a později se ba'al tšuva. Její matka se narodila v Lotyšsku. Její rodiče pracovali v židovských obcích v Sovětském svazu. V 16 letech vyučovala hebrejštinu a judaismus v Rusku a na Ukrajině.
Absolvovala základní školu typu Bejt Ja'akov (určena pro charedim dívky), a poté navštěvovala učitelský seminář v Bnej Brak. Získala učitelský certifikát v ženském semináři v Gatesheadu a absolvovala další kurzy v Tel Avivu. Později absolvovala kurzy výuky angličtiny na univerzitě v Cambridgi. Studovala práva na Ono Academic College, kde získala bakalářský titul, a na Bar-Ilanově univerzitě, kde získala magisterský titul.

## Profesní kariéra
Od roku 2007 vykonává advokátní praxi. Po složení advokátních zkoušek pracovala 13 let jako právní asistentka soudce u jeruzalémského okresního soudu. Poté se stala vedoucí personálního oddělení ministerstva pro sociální spravedlnost. Ve své právní praxi se specializuje na vztahy se státní správou a autorské právo. V roce 2012 se stala členkou advokátní komory.
Jankelevič vyučovala na škole v Rechovotu a na střední škole v Jeruzalémě.

## Politická kariéra
V roce 2019 byla Jankelevič vybrána Binjaminem Gancem za členku strany Chosen le-Jisra'el, která byla součástí aliance Kachol lavan pro parlamentní volby v dubnu 2019. Na kandidátní listině aliance obsadila 23. místo. Její jmenování bylo vnímáno jako Gancův pokus prezentovat stranu spíše jako centristickou než levicovou, ačkoli se neočekávalo, že by její přítomnost přitáhla hlase charedim. Kachol lavan získala ve volbách 35 mandátů, díky čemuž se Jankelevič stala poslankyní Knesetu.
Ve 35. vládě, která byla vládou národní jednoty, byla Gancem jmenována ministryní diaspory, čímž se stala vůbec první charedim ženou ve vládě. Ve volbách v roce 2021 se o znovuzvolení neucházela.
Jenkelevič podporovala návrh zákona Knesetu, který vyžadoval konzultace s diasporou v otázkách týkajících se světového židovstva. Během pandemie covidu-19 byla pro změnu pravidel izraelské vstupní politiky, která umožňovala návštěvy rodin nových přistěhovalců.

## Dobročinnost
Jankelevič je spoluzakladatelkou nadace „Just Begun“ (hebrejsky: קרן רק התחלנו), která sponzoruje sociální iniciativy na pomoc integraci okrajových a marginalizovaných skupin obyvatelstva, zejména ultraortodoxních charedim. Mezi iniciativy skupiny patří otevření umělecké galerie představující charedim umělce na bleším trhu v Tel Avivu a projekty týkající se divadla, filmu, médií a výtvarného umění.

## Osobní život
Jenkelevič je charedi. S manželem Jaronem mají pět dětí a žijí v Bejt Šemeš. Hovoří hebrejsky, anglicky, rusky a trochu jidiš.